# Saint-Hymetière-sur-Valouse
Saint-Hymetière-sur-Valouse est une commune nouvelle française résultant de la fusion — au 1er janvier 2019 — des communes de Cézia, Chemilla, Lavans-sur-Valouse et Saint-Hymetière, située dans le département du Jura, dans la région culturelle et historique de Franche-Comté et la région administrative Bourgogne-Franche-Comté.

## Géographie

### Climat
Pour des articles plus généraux, voir Climat de la Bourgogne-Franche-Comté et Climat du département du Jura.
En 2010, le climat de la commune est de type climat de montagne, selon une étude du Centre national de la recherche scientifique s'appuyant sur une série de données couvrant la période 1971-2000. En 2020, Météo-France publie une typologie des climats de la France métropolitaine dans laquelle la commune est exposée à un climat semi-continental et est dans la région climatique Jura, caractérisée par une forte pluviométrie en toutes saisons (1 000 à 1 500 mm/an), des hivers rigoureux et un ensoleillement médiocre.
Pour la période 1971-2000, la température annuelle moyenne est de 10,3 °C, avec une amplitude thermique annuelle de 17,3 °C. Le cumul annuel moyen de précipitations est de 1 409 mm, avec 11,7 jours de précipitations en janvier et 8,6 jours en juillet. Pour la période 1991-2020, la température moyenne annuelle observée sur la station météorologique de Météo-France la plus proche, « Cernon », sur la commune de Cernon à 9 km à vol d'oiseau, est de 10,4 °C et le cumul annuel moyen de précipitations est de 1 567,8 mm. 
La température maximale relevée sur cette station est de 38,6 °C, atteinte le 13 août 2003 ; la température minimale est de −24 °C, atteinte le 10 janvier 1985,,.
Les paramètres climatiques de la commune ont été estimés pour le milieu du siècle (2041-2070) selon différents scénarios d'émission de gaz à effet de serre à partir des nouvelles projections climatiques de référence DRIAS-2020. Ils sont consultables sur un site dédié publié par Météo-France en novembre 2022.

## Urbanisme

### Typologie
Au 1er janvier 2024, Saint-Hymetière-sur-Valouse est catégorisée commune rurale à habitat très dispersé, selon la nouvelle grille communale de densité à sept niveaux définie par l'Insee en 2022.
Elle est située hors unité urbaine et hors attraction des villes,.

## Histoire
La commune est créée au 1er janvier 2019 par un arrêté préfectoral du 11 décembre 2018. Contrairement à une majorité de communes nouvelles, les anciennes communes la composant n'obtiennent pas le statut de commune déléguée.

## Politique et administration

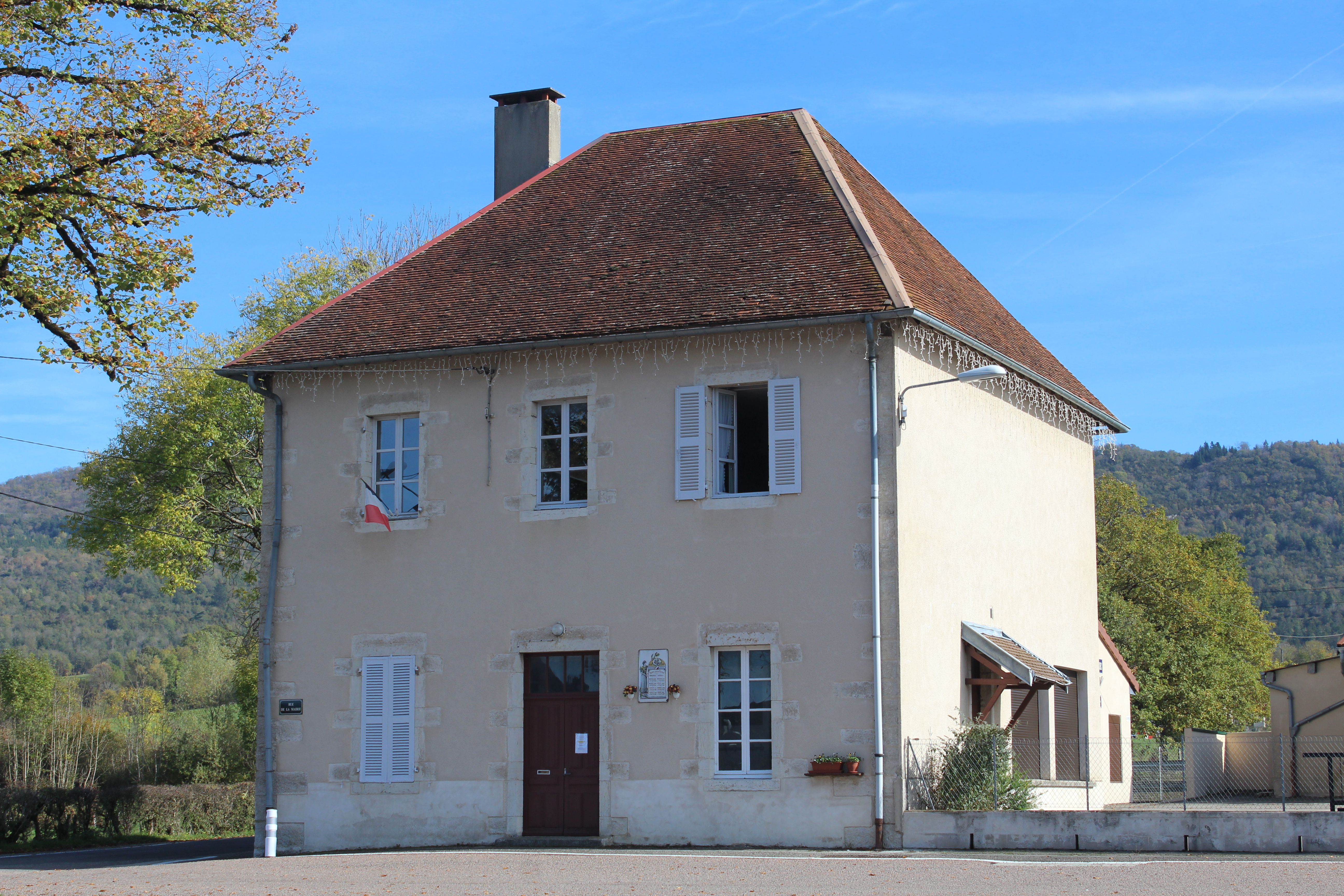
Mairie.

### Liste des maires
| Période        | Période  | Identité         | Étiquette | Qualité  |
| -------------- | -------- | ---------------- | --------- | -------- |
| 4 janvier 2019 | En cours | Jean-Yves Buchot | LR        | Retraité |

## Démographie
| Nom                | Code Insee | Intercommunalité   | Superficie (km2) | Population (dernière pop. légale) | Densité (hab./km2) |
| ------------------ | ---------- | ------------------ | ---------------- | --------------------------------- | ------------------ |
| Chemilla (siège)   | 39137      | CC Petite Montagne | 1,87             | 114 (2016)                        | 61                 |
| Cézia              | 39089      | CC Petite Montagne | 3,6              | 69 (2016)                         | 19                 |
| Lavans-sur-Valouse | 39287      | CC Petite Montagne | 9,51             | 146 (2016)                        | 15                 |
| Saint-Hymetière    | 39483      | CC Petite Montagne | 3,32             | 105 (2016)                        | 32                 |

## Culture locale et patrimoine

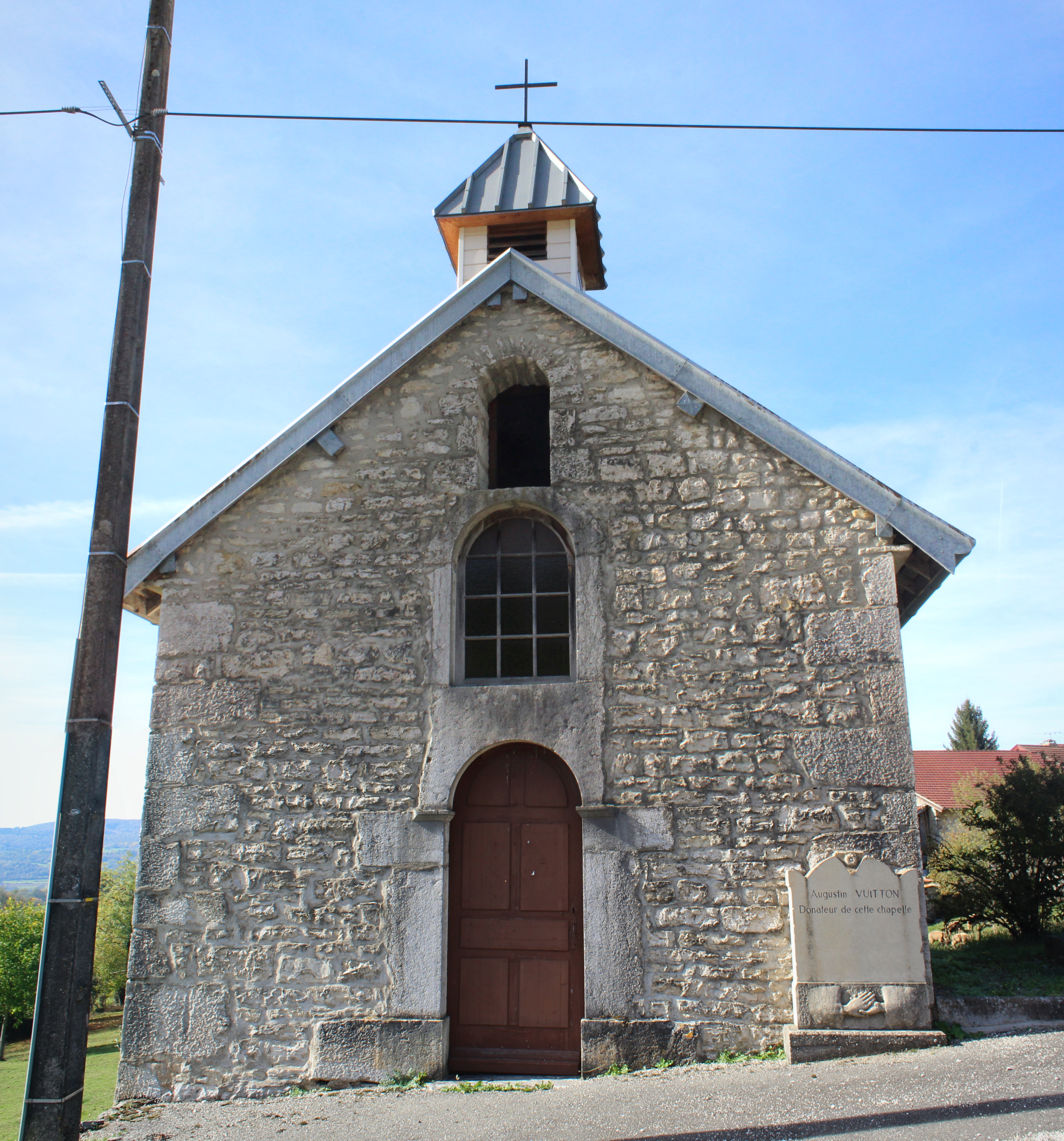
Chapelle Saint-Léger.

### Lieux et monuments
L’église romane placée sous le vocable de Sainte-Marie avec son clocher octogonal est à l'ouest du centre administratif de la commune. Elle a été classée monument historique le 22 novembre 1913.
De l'église d'origine, il ne subsiste que le chevet, le croisillon sud, le mur gouttereau sud, des morceaux de l'élévation nord de la nef noyés dans la maçonnerie du XVIIe siècle
Près de la mairie se trouve une croix monumentale du XVIe siècle qui est classé au patrimoine des monuments historiques depuis 1907.
À Cézia, se trouvent deux chapelles.  La chapelle Saint-Didier datant du XVIIIe siècle est située dans les bois et a été restaurée en 1935. Au centre du village, on y trouve la chapelle Saint-Léger construite au XIXe siècle.

### Personnalités liées à la commune
- Louis Vuitton (1821-1892) : fondateur en 1854 du groupe de maroquinerie de luxe international Louis Vuitton (devenue Moët Hennessy Louis Vuitton SA depuis 1987) est né au hameau d'Anchay situé dans le sud de Lavans-sur-Valouse. Il a été baptisé dans l'église Sainte-Marie de Saint-Hymetière.